# Volzhsky Kites 2022
Questa voce raccoglie le informazioni riguardanti i Volzhsky Kites nelle competizioni ufficiali della stagione 2022.

## EESL Vtoraja Liga 2022

### Stagione regolare
| Nevinnomyssk 1º maggio 2022 1ª giornata | Stavropol Stones | 68 – 14 referto | Volzhsky Kites | Stadion v Parke Pobedy |

| Volžskij 14 maggio 2022 2ª giornata | Volzhsky Kites | 0 – 56 referto | Krasnodar Bisons | Stadion im. Loginova |

| Krasnodar 11 giugno 2022 4ª giornata | Krasnodar Bisons | 66 – 0 (28-0 16-0 6-0 16-0) referto | Volzhsky Kites | USC Pokrovskije ozera |

| Volžskij 25 giugno 2022 5ª giornata | Volzhsky Kites | 0 – 54 referto | Stavropol Stones | Stadion im. Loginova |

## Statistiche di squadra
| Competizione      | %Vittorie | In casa | In casa | In casa | In casa | In casa | In casa | In trasferta | In trasferta | In trasferta | In trasferta | In trasferta | In trasferta | Totale | Totale | Totale | Totale | Totale | Totale |
| Competizione      | %Vittorie | G       | V       | N       | P       | Pf      | Ps      | G            | V            | N            | P            | Pf           | Ps           | G      | V      | N      | P      | Pf     | Ps     |
| ----------------- | --------- | ------- | ------- | ------- | ------- | ------- | ------- | ------------ | ------------ | ------------ | ------------ | ------------ | ------------ | ------ | ------ | ------ | ------ | ------ | ------ |
| Stagione regolare | .000      | 2       | 0       | 0       | 2       | 0       | 110     | 2            | 0            | 0            | 2            | 14           | 134          | 4      | 0      | 0      | 4      | 14     | 244    |
| Totale            | .000      | 2       | 0       | 0       | 2       | 0       | 110     | 2            | 0            | 0            | 2            | 14           | 134          | 4      | 0      | 0      | 4      | 14     | 244    |